# Live from New York City, 1967
Live from New York City, 1967 és un àlbum de Simon & Garfunkel gravat al Philharmonic Hall del Lincoln Center de Nova York el 22 de gener de 1967. L'àlbum fou publicat sota el segell Columbia Legacy CK 61513 label el 16 de juliol de 2002.
La interpretació és digna d'atenció, ja que fou la primera publicació oficial d'un directe de Simon and Garfunkel gravada durant la dècada de 1960, concretament el 1967, abans que el duet comencés a treballar en The Graduate. S'hi poden escoltar molts dels primers èxits del grup, tals com «Leaves That Are Green», «He Was My Brother» i «For Emily, Whenever I May Find Her». Quatre de les canons de l'àlbum ja foren publicades anteriorment en la caixa recopilatòria de 1997 Old Friends.
En contrast amb els altres àlbums en directe del duet (The Concert in Central Park, Old Friends: Live on Stage i Live 1969), aquesta gravació presenta Paul Simon i Art Garfunkel interpretant temes per separat.

## Llista de cançons
1. «He Was My Brother» – 3:21P
2. «Leaves That Are Green» – 2:57
3. «Sparrow» –3:06
4. «Homeward Bound» – 2:39
5. «You Don't Know Where Your Interest Lies» – 2:06
6. «A Most Peculiar Man» – 2:59
7. «The 59th Street Bridge Song (Feelin' Groovy)» – 1:49
8. «The Dangling Conversation» – 3:01
9. «Richard Cory» – 3:23
10. «A Hazy Shade Of Winter» – 2:37
11. «Benedictus" (Tradicional, arr. Paul Simon & Art Garfunkel) – 2:45
12. «Blessed» – 3:45
13. «A Poem on the Underground Wall» – 4:45
14. «Anji" (Davy Graham) – 2:28
15. «I Am a Rock» – 2:57
16. «The Sound of Silence» – 3:25
17. «For Emily, Whenever I May Find Her» – 2:40
18. «A Church Is Burning» – 3:43
19. «Wednesday Morning, 3 A. M.» – 3:35

## Intèrprets
- Paul Simon: guitarra acústica, vocals
- Art Garfunkel: vocals